# فست‌لین (۲۰۲۳)
فست‌لین (به انگلیسی: FastLane) یک رویداد غیر رایگان (Pay-Per-View) در کشتی حرفه‌ای می‌باشد که توسط کمپانی دبلیودبلیوئی برای برند اسمَک‌دَون و راو تهیه می‌شود و این دوره‌اش هم در تاریخ ۷ اکتبر ۲۰۲۳ در مجموعه ورزشی گین بریج فیلدهاوس در شهر ایندیاناپلیس ایالت ایندیانا برگزار شد. این هفتمین رویداد تحت عنوان فست‌لین بود.

## زمینه‌سازی
فست لین شامل مسابقاتی بین دشمنی‌های موجود، ماجراهای پیش آمده و استوری‌هایی خواهد بود که پیش از این در برنامه‌های را و اسمَک‌دَون پخش شده بود. کشتی‌گیرها با توجه به مسابقات یا سری اتفاقاتی که برایشان رخ می‌دهد و تنش را به حداکثر می‌رساند، نقش منفی یا قهرمان به خود می‌گیرند و در این رویداد به مسابقه و رقابت می‌پردازند.

## نتایج
| #                                                     | نتایج | نوع مسابقه                                                     | مدت زمان |
| ----------------------------------------------------- | --- | -------------------------------------------------------------- | -------- |
| ۱                                                     | کودی رودز و جی اوسو پیروز در مقابل جاجمنت دی (فین بلر و دیمین پریست)                                                                         | مسابقه تگ تیم برای قهرمانی کمربند تگ تیم راو و اسمکدان         | ۲۰:۴۰    |
| ۲                                                     | لاتینو ورلد اوردر (ری میستریو و سانتوس اسکوبار) (با همراهی زلینا وگا) پیروز در مقابل بابی لشلی و استریت پروفیتز (آنجلو داوکینز و مونتز فورد) | مسابقه تگ تیم                                                  | ۱۰:۰۰۰   |
| ۳                                                     | ایو اسکای پیروز در مقابل آسکا و شارلوت فلر                                                                                                   | مسابقه سه نفره برای قهرمانی کمربند زنان دبلیودبلیوئی           | ۱۷:۲۰    |
| ۴                                                     | جان سینا و ال ای نایت پیروز در مقابل بلادلاین (جیمی اوسو و سولو سیکوا) (با همراهی پل هیمن)                                                   | مسابقه تگ تیم                                                  | ۱۷:۲۰    |
| ۵                                                     | ست رالینز (c) پیروز در مقابل شینسوکه ناکامورا                                                                                                | مسابقه تک نفره برای قهرمانی کمربند سنگین وزن جهان دبلیودبلیوئی | ۲۸:۲۵    |
| - (c) – نشان‌دهنده قهرمان(هایی) است که به میدان می‌روند | |                                                                |          |